# Söderby, Ormsö
Söderby (estlandssvenskt uttal: se:rbe) är en by i Ormsö kommun i landskapet Läänemaa i västra Estland, 93 km sydväst om huvudstaden Tallinn. Antalet invånare var 2 år 2011.
Söderby ligger på Ormsö som jämte Nuckö traditionellt har varit centrum för estlandssvenskarna. Ortnamnen på Ormsö minner om estlandssvenskarnas historia. Byn finns omnämnd som Suderbw i en källa från 1540. År 1604 uppfördes en herrgård i Söderby. Ormsö avfolkades nästan helt under andra världskriget när flertalet estlandssvenskar flydde till Sverige. Åren 1977-1997 var byns officiella namn Söderbi.
Södery är beläget på östra Ormsö vid Ose sund som skiljer Ormsö från Nuckö. Till byn hör även ön Mäln. Byn angränsar till Sviby i väst, Norrby i norr och Hosby i söder.